# Come to My Garden
Albums de Minnie Riperton
Perfect Angel
(1974)
Come to My Garden est le premier album de Minnie Riperton et est sorti en 1970. Il  a été intégralement produit et arrangé par Charles Stepney.

## Titres[1]

### Face A
1. "Les Fleurs" (Charles Stepney, Richard Rudolph) – 3:18
2. "Completeness" (Stepney, Rose Johnson) – 3:32
3. "Come to My Garden" (Rudolph) – 3:19
4. "Memory Band" (Stepney) – 4:05
5. "Rainy Day in Centerville" (Stepney, Rudolph) – 5:22

### Face B
1. "Close Your Eyes and Remember" (Stepney, Rudolph) – 3:38
2. "Oh, By the Way" (Stepney, Rudolph) – 2:58
3. "Expecting" (Stepney, Jon Stocklin) – 3:51
4. "Only When I'm Dreaming" (Stepney, Sidney Barnes) – 3:24
5. "Whenever, Wherever" (Stepney, Johnson) – 3:34

## Musiciens[2]
- Elsa Harris, Kitty Hayward, Minnie Riperton – Chœur
- Maurice White – Batterie
- Phil Upchurch – Guitare
- Ramsey Lewis – Piano
- Charles Stepney – Arrangement
- Minnie Riperton – Chant